# Christian Tümpel
Christian Ludwig Tümpel (* 29. März 1937 in Bielefeld; † 9. September 2009 in Bad Kissingen) war ein deutscher Kunsthistoriker. Er war Professor für Kunstgeschichte an der Radboud-Universität Nimwegen (Niederlande).

## Leben
Der Sohn des Bauhauskünstlers Wolfgang Tümpel studierte in den Jahren 1958 bis 1963 die Fächer der Theologie und Philosophie in Bethel. Mit der Unterstützung eines Zweitstudienstipendiums der Volkswagenstiftung folgte von 1963 bis 1968 ein Studium der Kunstgeschichte und Archäologie in Heidelberg, Berlin und Hamburg, das er 1968 mit einer Promotion über die Ikonographie der Historien Rembrandts abschloss. Noch im selben Jahr zog er mit seiner Frau Astrid Tümpel (1944–2017) nach London, um dort bis 1969 als Jahresstipendiat am Warburg Institute zu forschen.
1971 erhielt Tümpel einen Ruf an den Lehrstuhl von Julius Held an die Columbia University, schlug diesen jedoch aus. Stattdessen absolvierte er sein zweites theologisches Examen und ging als evangelischer Pastor in die Hamburger Matthäusgemeinde. Hier gründete er 1973 das Kunstforum Matthäus, eine Akademie mit kunst- und kulturhistorischem Programm für den Großraum Hamburgs. 1984 wurde er als Hochschullehrer an die Universität Nijmegen (heute RU) berufen, an der er bis 2002 als Professor tätig blieb.
Nach seinem Emeritat (2002) kehrte Christian Tümpel zurück nach Ahrensburg bei Hamburg und gründete dort 2004 die Stiftung Kunstforum Schlosskirche Ahrensburg. Als Vorsitzender dieses Vereins für kunst- und kirchengeschichtliche Erwachsenenbildung engagierte er sich u. a. mit der Organisation von Vortragsreihen und Bildungsreisen.
Sein Sohn Daniel ist, nach einer Karriere im Investment-Banking, im Bereich der Kunstfinanzierung tätig und eröffnete 2020 einen Skulpturenpark auf dem Gutshaus in Schwante.

## Leistungen
Tümpel war weltweit renommiert für seine wegweisenden Forschungen auf dem Gebiet der niederländischen Kunst des 16. und 17. Jahrhunderts. Zu seinen Verdiensten zählt unter anderem, dass die Gemälde Rembrandts und seines Kreises für den heutigen Betrachter wieder lesbar sind (Martin Warnke).
Tümpel wies nach, dass Rembrandt van Rijn in der Gestaltung seiner Kompositionen von der Bildtradition ausging, die ihm vor allem durch die Grafik seiner Sammlung bekannt war. Daneben studierte er literarische Texte und übersetzte sie in eine barocke Bildsprache. Rembrandts geniale Erfindung zeigt sich in der Verarbeitung der bildlichen Anregungen; Tümpel charakterisierte dabei die besonderen Akzente Rembrandts, wie die Wiedergabe der Emotionen, die Andeutung des Erzählzusammenhangs, Elimination, Herauslösung und Historisierung.
Die Barockthemen werden nach Tümpel nicht in der Malerei entwickelt. Vielmehr wählen die Maler aus der enzyklopädischen Bilderflut der Grafik und Buchillustration bestimmte Themen aus und stellen sie nur erstmals in ihrem Medium dar.
Neben seiner Lehr- und Forschungstätigkeit konzipierte Tümpel zahlreiche internationale Ausstellungen zur Barockkunst und zur deutschen Skulptur des 20. Jahrhunderts und ist mit Beiträgen in den Katalogen vieler weiterer Ausstellungen vertreten.
1971 erhielt Tümpel den Preis der Königlich-Niederländischen Akademie der Wissenschaften.

## Schriften (Auswahl)
- Studien zur Ikonografie der Historien Rembrandts. Phil. Diss. Hamburg 1968, Manuskript.
- Ikonografische Beiträge zu Rembrandt, Zur Deutung und Interpretation seiner Historien, in: Jahrbuch der Hamburger Kunstsammlungen, 13, 1968, S. 95–126.
- Studien zur Ikonografie der Historien Rembrandts, in: Nederlands Kunsthistorisch Jaarboek, 20, 1969, S. 107–198.
- Ikonografische Beiträge zu Rembrandt, in: Jahrbuch der Hamburger Kunstsammlungen, 16, 1971, S. 20–38.
- Beobachtungen zur Nachtwache, in: Neue Beiträge zur Rembrandtforschung, hrsg. von Otto von Simson und Jan Kelch, Berlin 1973, S. 162–174.
- Rembrandt, in: De groote meesters, Weert 1975.
- Rembrandt in Selbstzeugnissen und Bilddokumenten, in: Rowohlts Monographien, hrsg. von Kurt Kusenberg, 251, Reinbek 1977.
- Die Ikonografie der Amsterdamer Historienmalerei in der ersten Hälfte des 17. Jahrhunderts und der Reformation, in: Vestigia Bibliae, Jahrbuch des Deutschen Bibel-Archivs Hamburg, 2, 1980, S. 127–158.
- Die Rezeption der Jüdischen Altertümer des Flavius Josephus in den holländischen Historiendarstellungen des 16. und 17. Jahrhunderts, in: H. Vekeman und J. Müller-Hofstede (Hrsg.): Wort und Bild in der niederländischen Kunst und Literatur des 16. und 17. Jahrhunderts, Erftstadt 1984, S. 173–204.
- Bild und Text: Zur Rezeption antiker Autoren in der europäischen Kunst der Neuzeit (Livius, Valerius Maximus), in: Forma et subtilitas. Feestbundel voor Wolfgang Schöne, W. Schlink, M. Sperlich (Hrsg.), Berlin/New York 1986, S. 198–218.
- C. u. A. Tümpel, Rembrandt. Images and Metaphors, London 1986.
- C. u. A. Tümpel, Rembrandt. Mythos und Methode, Königstein i. T., Amsterdam, Antwerpen, Paris 1986 (Deutsche, niederländische und französische Ausgabe).
- Pieter Lastman and Rembrandt, in: Astrid Tümpel/Peter Schatborn: Pieter Lastman leermeester van Rembrandt van Rijn. The man who taught Rembrandt, Ausstellungskatalog Amsterdam, Rembrandthuis. Amsterdam/Zwolle 1991.
- Het Oude Testament in der Schilderkunst van de Gouden Eeuw, Hrsg. des Katalogs der gleichnamigen Ausstellung im Jüdischen Museum, Amsterdam/Zwolle 1991.
- Rembrandt, in: Kwadraat Monografie, Utrecht 1992.

|* Biblical Painting in Seventeenth-Century Holland, in: Martin Weyl, Rivka Weiss-Blok (Hrsg.): Rembrandt's Holland, Jerusalem 1993, S. 79–144 (Hebräisch).
- The Influence of Josephus Flavius' Antiquities of the Jews on Seventeenth-century Painting, in: Martin Weyl, Rivka Weiss-Blok (Hrsg.): Rembrandt's Holland, Jerusalem 1993, S. 155–168 (Hebräisch).
- Im Lichte Rembrandts. Das Alte Testament im Goldenen Zeitalter der niederländischen Kunst, Hrsg. des Katalogs zur gleichnamigen Ausstellung im Westfälischen Landesmuseum, Münster / Jüdisches Museum, Amsterdam / Israel Museum, Jerusalem, Zwolle 1994.
- Rembrandt's Old Testament etchings, in: Peter van der Coelen e.a.: Patriarchs, Angels and Prophets (Studies in Dutch Graphik Art, II), Amsterdam 1996, S. 30–36.
- Rembrandt als Lehrender und Lernender, in: Desipientia, 4,1997, Nr. 1, S. 24–36.
- Dialoge mit Kurt Bauch. Der frühe Rembrandt und seine Zeit. Studien zur geschichtlichen Bedeutung seines Frühstils, in: Freiburger Universitätsblätter, 143, 1999, S. 5–37.
- Bildende Kunst, in: TRE. Theologische Realenzyklopädie, Band XX, S. 145–163, Berlin, New York,  2. Auflage, 1999.
- Jesus und die Ehebrecherin und Rembrandts Notizen auf Zeichnungen mit Historien, in: Thea Vigneau-Wilberg (Hrsg.): Rembrandt-Zeichnungen in München. The Munich Rembrandt Drawings, München 2003, S. 161–175.
- Der Einfluß der Konfessionen auf die Kunst der Niederlande, in: Acta  universitatis palackianae Olomucensis facultas philosophica. Neerlandica II. Emblematica et icongraphia, Olomouc 2003, S. 199–220.
- Arent de Gelder’s Religious Iconography, in: Volker Manuth, Axel Rüger (Hrsg.): Collected Opinions. Essays on Netherlandish Art in Honour of Alfred Bader, London 2004, S. 214–229, ISBN 1-903470-35-8.
- Rezension von: Jeroen Giltaij: Rembrandt Rembrandt, Ausst. Kat. Nationalmuseum Kyōto, Kyoto 2002/03 / Städelsches Kunstinstitut, Frankfurt a. M. 2003, in: sehepunkte 4 (2004), Nr. 2, 15. Februar 2004, SEHEPUNKTE – Rezension von: Rembrandt Rembrandt – Ausgabe 4 (2004), Nr. 2.
- Rembrandt. Études iconographiques. Signification et interpretation du contenu des images, Saint Pierre de Salerne 2004.
- Rembrandt, Reinbek 2006.
- Rembrandts Ikonographie. Tradition und Erneuerung, in: Ausst. Kat. Berlin: Rembrandt: Genie auf der Suche, Köln 2006, S. 104–127.
- Behoudend en grensverleggend: Rembrandt in iconografisch perspectief, in: E. van de Wetering (Hrsg.): Rembrandt. Zoektocht van een genie, Zwolle/Amsterdam 2006, S. 125–151 (erschienen auch in Deutsch und Englisch).
- Göttliches Licht, in: stadt gottes, 129. Jahrgang, 2006, Heft 7/8, S. 42–45.
- Der Dialog der Künstler um Rembrandt über die Opferung Isaaks, in: Ulrich Heinen, J.A. Steiger (Hrsg.): Die Opferung Isaaks in den Konfessionen und Medien der Frühen Neuzeit, Berlin 2006, S. 490–552.
- Der missverstandene Rembrandt, in: Zeitzeichen, Evangelische Kommentare zu Religion und Gesellschaft, 7. Juni 2006, S. 42–45.
- Rembrandt en de Bijbel, Zwolle 2006.
- C. und A. Tümpel: Rembrandt. Pictures and Metaphors, London 2006.
- Rembrandt als Radierer, in:  Herwig Guratzsch (Hrsg.): Rembrandt entdecken. Die hundert schönsten Radierungen aus dem Kupferstichkabinett der Hamburger Kunsthalle, Ausst. Kat. Schloss Gottorf, Schleswig/Dortmund 2006/07, S. 13–33.
- La réception des Antiquités judaïques de Flavius Josèphe dans la peinture d’histoire hollandaise aux XVIe et XVIIe siècles, in: Rembrandt et la Nouvelle Jérusalem, Paris 2007.
- Rembrandt graaffikkona, in: Ausst. Kat. Hämeenlinnan (Finnland): Rembrandt Grafiikan mestariteoksia, Hämeenlinnan 2007, S. 13–25.
- Rezension von: Martina Sitt (Hrsg.): Pieter Lastman – in Rembrandts Schatten?, München 2006, in: sehepunkte 7 (2007), Nr. 10, 15. Oktober 2007, SEHEPUNKTE – Rezension von: Rembrandt Rembrandt – Ausgabe 4 (2004), Nr. 2.